# 阿尔及利亚地理

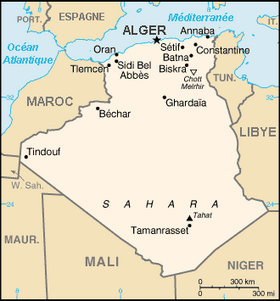
阿尔及利亚地图

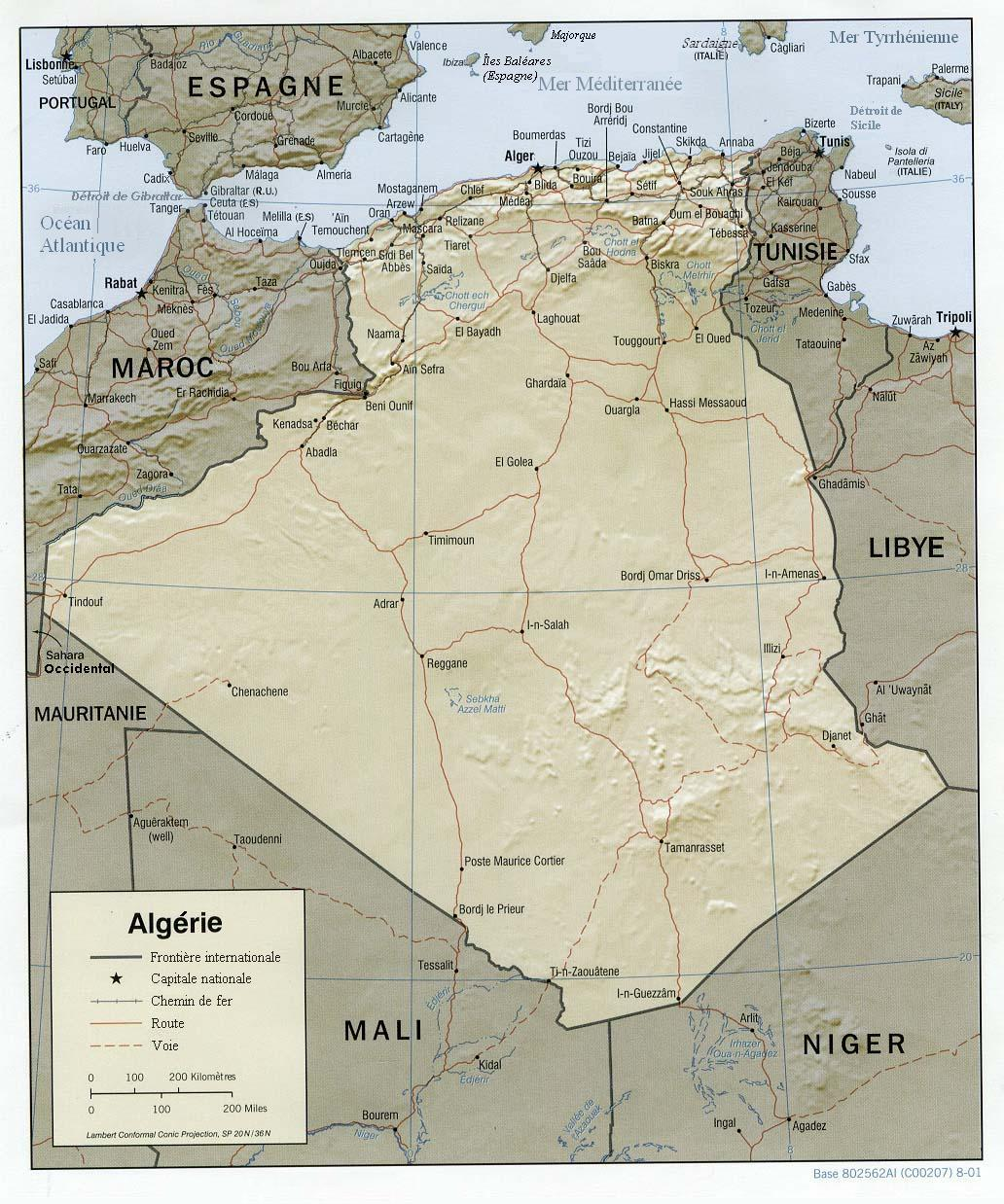
阿尔及利亚地图

阿爾及利亞位於非洲北部，毗鄰地中海，在摩洛哥和突尼斯之間。東部為利比亚，南部與西撒哈拉、毛里塔尼亚，马里、尼日尔接壤。面積2,381,741平方公里，是非洲陸地面積最大的國家，有超過80%的土地是沙漠。其阿拉伯名稱 Al Jazair 意指島嶼，由首都的名稱 Algiers 演變而得來。阿爾及利亞擁有一條地中海海岸線，當中大部分的範圍都被稱為阿爾沃蘭海，亦即地中海的西面部分。阿爾及利亞的北部充滿高山、山谷，以及在地中海和撒哈拉沙漠之間的盆地。

## 面积
阿爾及利亞的總面積為2,381,740平方公里，其陸地邊界線共長6,343公里。交界國家包括利比亚（982公里）、马里（1,376公里）、毛里塔尼亚（463公里）、摩洛哥（1,559公里）、尼日尔（956公里）、突尼斯（965公里）和西撒哈拉（42公里）。
阿爾及利亞的海岸線長998公里，領海距離為12海里，而專屬捕魚區在32-52海里內。

## 气候
阿国北部沿海地区属地中海气候，中部属热带草原气候，南部为热带沙漠气候。沿海地区冬天温和湿润，夏天炎热干燥；高原冬季干冷，夏季炎热。强烈的非洲热风，特别是在夏季风中夹带尘土和砂石。
在自然災害方面，山区有强烈的地震；在雨季有泥石流和洪水。

## 地形
阿爾及利亞主要由高原和沙漠組成，也有一些山脉，沿海一带有狭窄、不连续的平原。阿爾及利亞的最低點為Chott Melrhir，處於海拔負40米，而最高峰則為塔哈特山，海拔3,003米。

## 自然资源
阿爾及利亞的資源包括石油,、天然气、铁矿、磷酸盐、铀、铅和锌。根據1998年的數據，阿爾及利亞的灌溉面積為5,600 平方公里。

## 环境问题
来自过度放牧和其他落后的耕作方式造成的土壤侵蚀、沙漠化，未处理污水的排泄、石油加工废料以及其它工业排放物导致的河流和沿海水域的污染，特别是来自石油废料对地中海的污染、土壤侵蚀以及肥料流失，饮用水供应不充分。